# Кемкін Олександр Олегович
Олександр Олегович Кемкін (нар. 5 серпня 2002, Мелітополь, Україна) — український професійний футболіст, воротар львівських «Карпат».

## Біографія
Народився 5 серпня 2002 року у Мелітополі. Кемкін є вихованцем сусіднього запорізького «Металурга», а також донецького «Шахтаря». У липні 2021 року він підписав контракт з «Минаєм» і виступав за нього в Молодіжному чемпіонаті України.
12 вересня 2022 року він дебютував в українській Прем'єр-лізі за «Минай», вийшовши на заміну в другому таймі переможного виїзного матчу проти «Інгульця» з Петрового.
1 липня 2024 року перейшов до складу львівських «Карпат».